# Zyginama colorada
Zyginama colorada är en insektsart som beskrevs av Dietrich och Dmitry A. Dmitriev 2008. Zyginama colorada ingår i släktet Zyginama och familjen dvärgstritar. Inga underarter finns listade i Catalogue of Life.